# Babyn (rejon czerniowiecki)
Babyn (ukr. Бабин) – wieś na Ukrainie, w obwodzie czerniowieckim, w rejonie czerniowieckim. W 2001 roku liczyła 582 mieszkańców.